# Jurij Morozov
Jurij Morozov (rusko ЮРИЙ МОРОЗОВ), ruski hokejist, * 31. marec 1938, Moskva, † 26. maj 2022, Moskva.
Morozov je bil dolgoletni hokejist kluba Himik Voskresensk v ruski ligi, kjer je skupno nastopil na 450-ih tekmah, na katerih je dosegel 170 golov. Za sovjetsko reprezentanco je nastopil na eni prijateljski tekmi proti švedski reprezentanci leta 1970, na kateri je dosegel tudi gol. 